# Koeleria besseri
Koeleria besseri là một loài thực vật có hoa trong họ Hòa thảo. Loài này được Ujhelyi mô tả khoa học đầu tiên năm 1972.